# Tchê Tchê
Tchê Tchê, właśc. Danilo das Neves Pinheiro (ur. 30 sierpnia 1992 w São Paulo) – brazylijski piłkarz, grający na pozycji środkowego lub defensywnego pomocnika w brazylijskim klubie Botafogo FR.

## Kariera piłkarska

### Kariera klubowa
Wychowanek klubu Audax, w barwach którego w 2011 rozpoczął karierę piłkarską. Od 2014 występował głównie na zasadach wypożyczenia w klubach Guaratinguetá, Ponte Preta i Boa Esporte. 9 maja 2016 roku przeniósł się do SE Palmeiras. 8 czerwca 2018 podpisał 5 letni kontrakt z Dynamem Kijów. 31 marca 2019 przeszedł do São Paulo FC.

## Sukcesy i odznaczenia

### Sukcesy piłkarskie
SE Palmeiras
- Mistrz Brazylii (2x): 2016, 2018
- Wicemistrz Brazylii (1x): 2017

Dynamo Kijów
- Zdobywca Superpucharu Ukrainy (1x): 2018